# Chrysogaster tumescens
Chrysogaster tumescens är en tvåvingeart som beskrevs av Friedrich Hermann Loew 1873. 
Chrysogaster tumescens ingår i släktet ängsblomflugor och familjen blomflugor. Inga underarter finns listade i Catalogue of Life.